# 沙泰勒罗
沙泰勒罗（法語：Châtellerault，發音：[ʃatɛlʁo] ⓘ），法国西部城市，新阿基坦大区维埃纳省的一个市镇，同时也是该省的一个副省会，下辖沙泰勒罗区，其市镇面积为51.93平方公里，2022年1月1日时人口数量为31,105人，是该省人口第二多的市镇，仅次于省会普瓦捷，在所有法国市镇中排名第252位。
沙泰勒罗位于维埃纳省北部，维埃纳河两岸，近代曾一度为这一地区的重要工业城市，因沙泰勒罗兵器工厂而闻名，现代则是一个区域性的工商业中心。

## 地名来源
“沙泰勒罗”一名出现于中世纪，来源于当地的艾罗子爵（vicomte d'Airaud），其拉丁语形式为，意为“艾罗的城堡”，后逐渐衍变成为。

## 历史

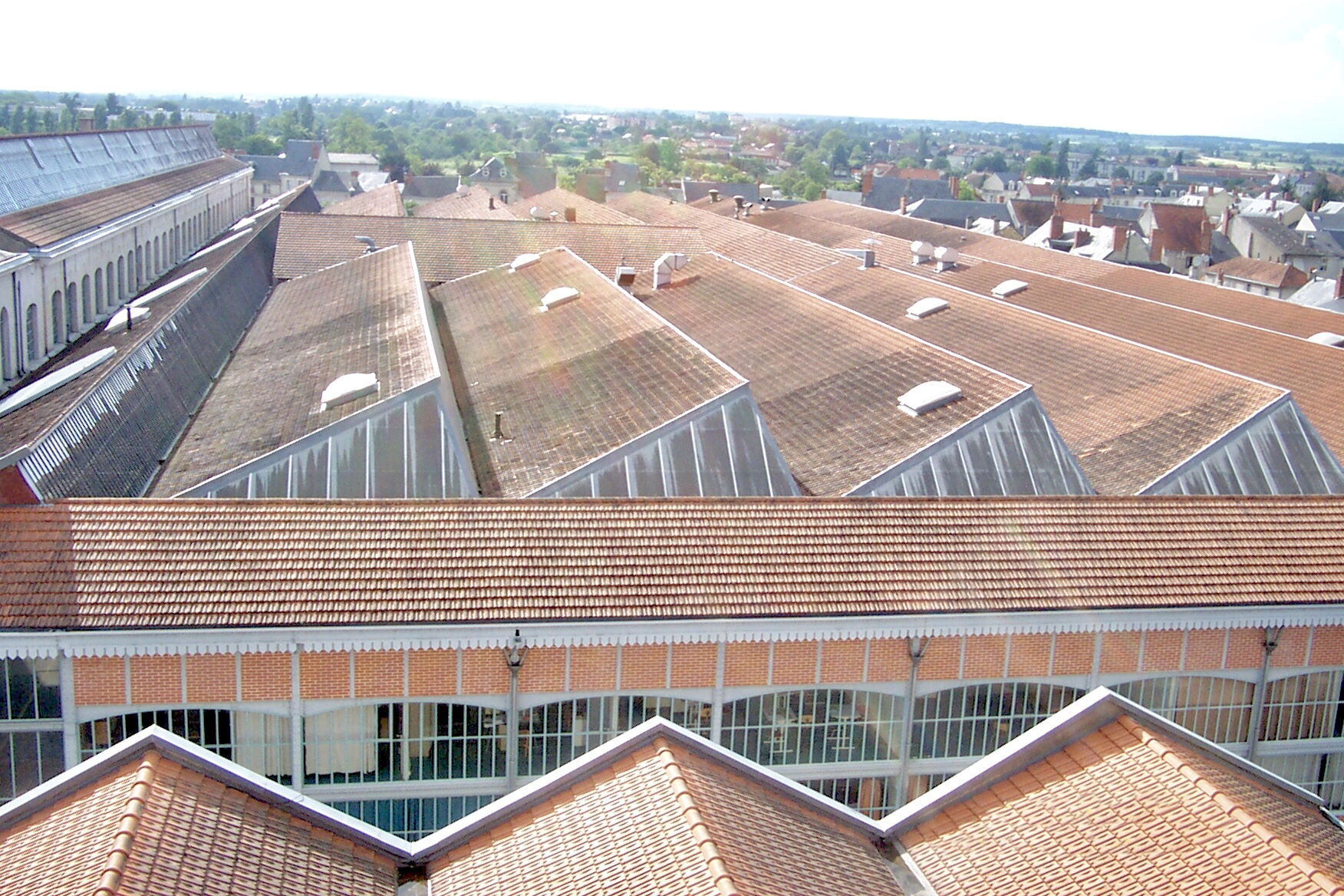
沙泰勒罗兵器工厂的屋顶

沙泰勒罗位于图赖讷、贝里、普瓦图和安茹四个区域的交汇地带，其建城史始于公元952年，艾罗子爵是当地的首位领主，但其具体居住地缺乏详细记载。中世纪中后期，沙泰勒罗成为圣雅各之路西线的一个驿站，在英法百年战争期间受到破坏。沙泰勒罗几经转手，最终于1531年成为皇室土地（波旁王朝）。法国大革命期间，沙泰勒罗居民支持改革派军队，使其成为维埃纳省的一个副省会。1819年，沙泰勒罗兵器工厂建成，使得沙泰勒罗成为这一地区的重要工业城市，并使得当地人口数量逐年上升。第二次世界大战期间，纳粹曾对沙泰勒罗的抵抗运动成员进行了多处屠杀。1968年，兵器工厂关闭，其厂房被当地政府改建成为一个大型的文化活动中心。1972年，塔尔热整体合并入沙泰勒罗市镇范围。

## 地理

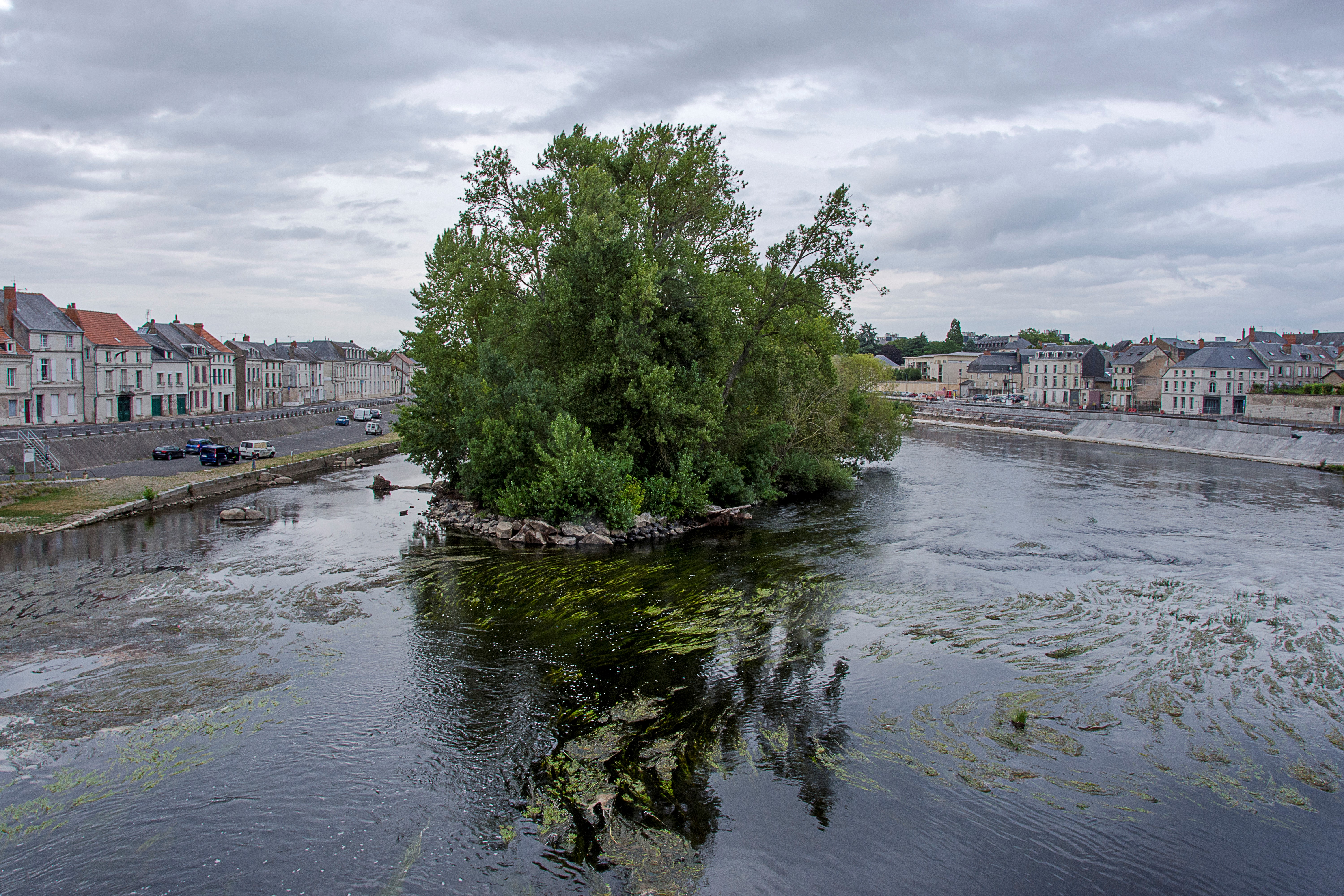
维埃纳河中的浅滩

沙泰勒罗位于法国中西部，新阿基坦大区北部和维埃纳省北部，距离省会普瓦捷大约29公里。与沙泰勒罗接壤的市镇包括：昂特朗、阿瓦耶昂沙泰勒罗、维埃纳河畔瑟农、安格朗德、楠特雷、瓦雷、瑟尼耶-圣索沃尔、蒂雷。

### 地形
沙泰勒罗位于普瓦图丘陵北部，境内地势相对平坦，部分街区略有起伏，全境海拔在42到134米之间。

### 水文
维埃纳河自南向北流经境内，该河是卢瓦尔河的左岸支流，后者为法国本土面积最大的流域。

### 植被
沙泰勒罗属于温带落叶林区，市区内的绿地主要分布于维埃纳河两岸及市区西南部。

### 气候
沙泰勒罗在柯本气候分类法中属于温带海洋性气候。
沙泰勒罗西郊的蒂雷境内设有气象站，以下为该气象站的数据（其中日照数据取自比亚尔）：
| 蒂雷1981年－2019年  | 蒂雷1981年－2019年 | 蒂雷1981年－2019年 | 蒂雷1981年－2019年 | 蒂雷1981年－2019年 | 蒂雷1981年－2019年 | 蒂雷1981年－2019年 | 蒂雷1981年－2019年 | 蒂雷1981年－2019年 | 蒂雷1981年－2019年 | 蒂雷1981年－2019年 | 蒂雷1981年－2019年 | 蒂雷1981年－2019年 | 蒂雷1981年－2019年 |
| 月份                | 1月                | 2月                | 3月                | 4月                | 5月                | 6月                | 7月                | 8月                | 9月                | 10月               | 11月               | 12月               | 全年               |
| ------------------- | ------------------ | ------------------ | ------------------ | ------------------ | ------------------ | ------------------ | ------------------ | ------------------ | ------------------ | ------------------ | ------------------ | ------------------ | ------------------ |
| 历史最高温 °C（°F） | 15.6 (60.1)        | 21.8 (71.2)        | 24.5 (76.1)        | 30.1 (86.2)        | 32.3 (90.1)        | 38.2 (100.8)       | 37.9 (100.2)       | 40.4 (104.7)       | 33.8 (92.8)        | 30 (86)            | 23.1 (73.6)        | 18.6 (65.5)        | 40.4 (104.7)       |
| 平均高温 °C（°F）   | 7.8 (46.0)         | 9.3 (48.7)         | 13.1 (55.6)        | 15.7 (60.3)        | 20.1 (68.2)        | 23.7 (74.7)        | 26.1 (79.0)        | 26.3 (79.3)        | 22.1 (71.8)        | 17.1 (62.8)        | 11.2 (52.2)        | 7.7 (45.9)         | 16.7 (62.1)        |
| 日均气温 °C（°F）   | 5.1 (41.2)         | 5.9 (42.6)         | 8.8 (47.8)         | 11 (52)            | 15 (59)            | 18.2 (64.8)        | 20.3 (68.5)        | 20.5 (68.9)        | 16.8 (62.2)        | 13.1 (55.6)        | 8.1 (46.6)         | 5.1 (41.2)         | 12.3 (54.1)        |
| 平均低温 °C（°F）   | 2.5 (36.5)         | 2.5 (36.5)         | 4.6 (40.3)         | 6.2 (43.2)         | 10 (50)            | 12.8 (55.0)        | 14.4 (57.9)        | 14.6 (58.3)        | 11.5 (52.7)        | 9.1 (48.4)         | 5 (41)             | 2.5 (36.5)         | 8 (46)             |
| 历史最低温 °C（°F） | −11 (12)           | −11.2 (11.8)       | −9.2 (15.4)        | −3.5 (25.7)        | 0.8 (33.4)         | 5.3 (41.5)         | 7.1 (44.8)         | 7 (45)             | 3 (37)             | −2.2 (28.0)        | −8.5 (16.7)        | −10.2 (13.6)       | −11.2 (11.8)       |
| 平均降水量 mm（）   | 59.7 (2.35)        | 46.2 (1.82)        | 48.1 (1.89)        | 52.5 (2.07)        | 55.6 (2.19)        | 50.6 (1.99)        | 44 (1.7)           | 46.4 (1.83)        | 55.9 (2.20)        | 69.2 (2.72)        | 73.8 (2.91)        | 68.8 (2.71)        | 670.8 (26.41)      |
| 月均日照時數        | 69.7               | 96.1               | 153.8              | 174.6              | 206.5              | 232.9              | 242.7              | 241.8              | 194.2              | 128.8              | 82.6               | 65.2               | 1,888.9            |
| 来源：infoclimat.fr |                    |                    |                    |                    |                    |                    |                    |                    |                    |                    |                    |                    |                    |

## 行政区划
沙泰勒罗是法国新阿基坦大区维埃纳省的一个市镇，编号为86066，它也是维埃纳省的一个副省会。沙泰勒罗下辖沙泰勒罗区，管理沙泰勒罗第一县、第二县和第三县，同时也是大沙泰勒罗城市圈公共社区的办公驻地。
沙泰勒罗市镇被划为8个街区，其中南沙泰勒罗街区实行街区自治制度。
法国国家统计与经济研究所（简称）在进行数据统计时，将沙泰勒罗及相邻的另外3个市镇设为沙泰勒罗城市核心区，并将包括核心区在内的周边共33个市镇划为沙泰勒罗城市区。同时，还将沙泰勒罗市镇分为了17个“块区”（IRIS），以便于统计人口分布情况。

## 交通

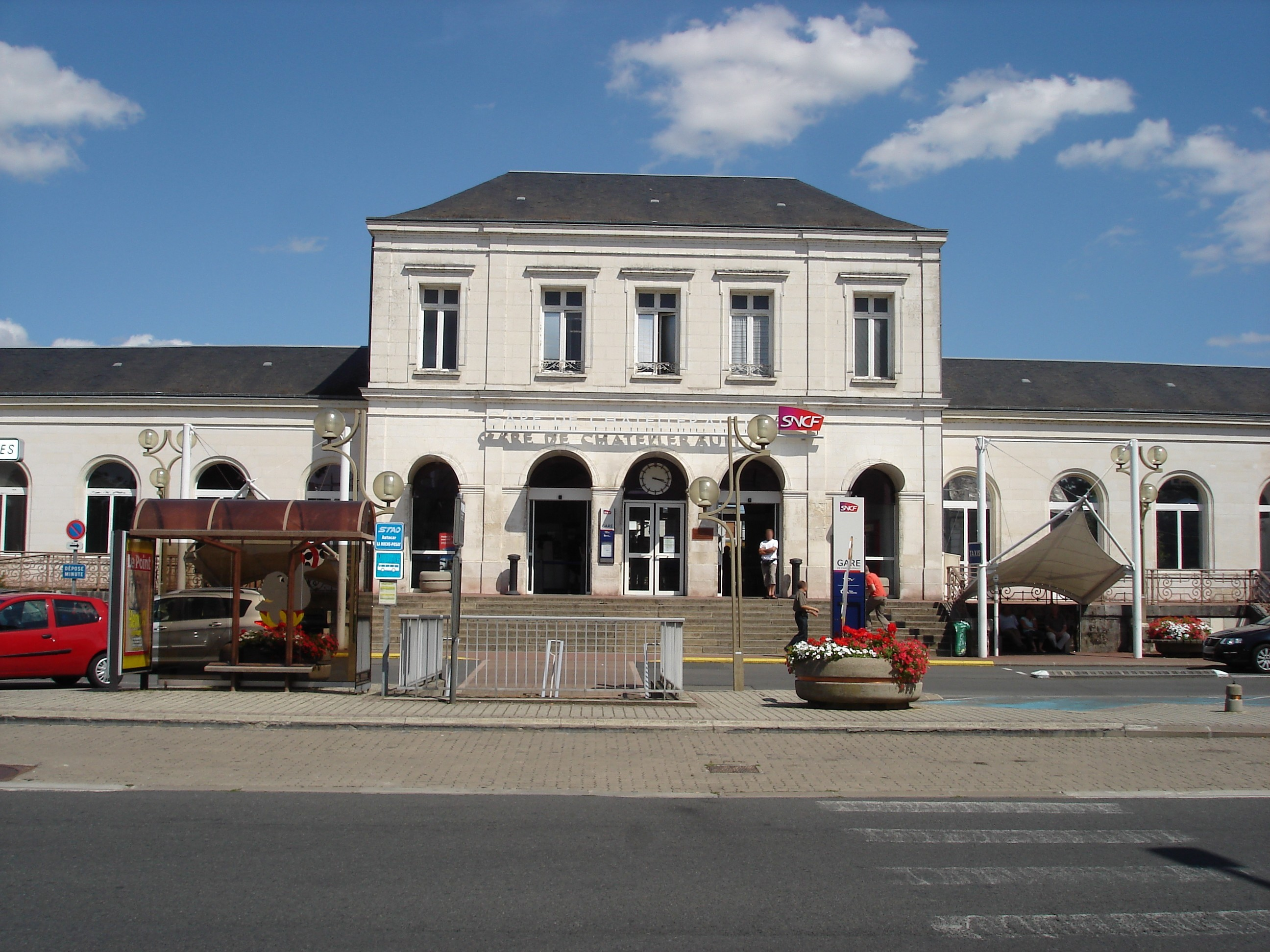
沙泰勒罗火车站

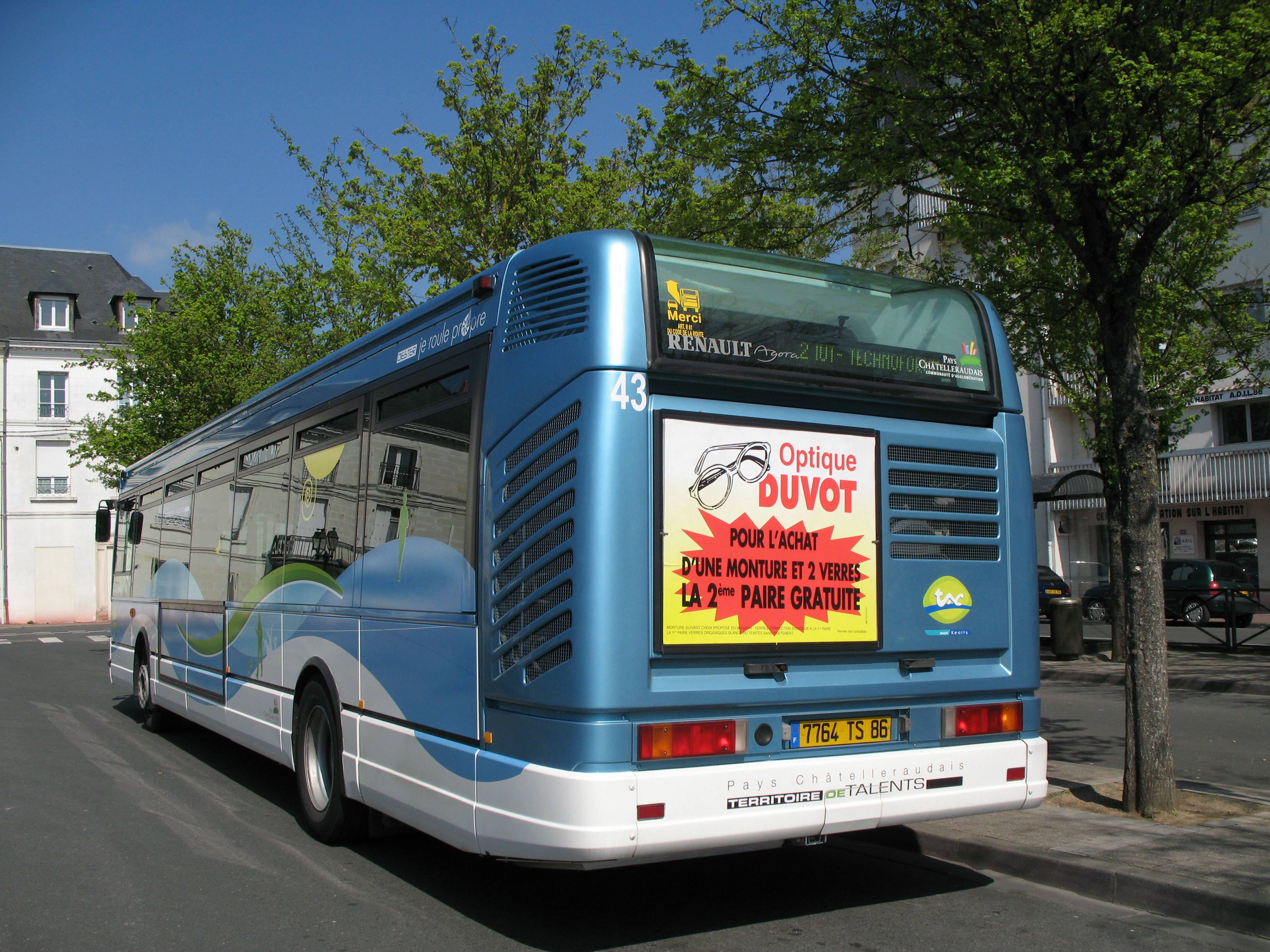
一辆沙泰勒罗公交

### 公路
法国A10高速公路经过沙泰勒罗市区西侧，其中26号出入口可直通市区，此外多条维埃纳省省道在沙泰勒罗境内交汇，有校车线路可前往周边部分市镇。
2016年，67.2%的沙泰勒罗家庭拥有至少一辆的私人汽车。同年，沙泰勒罗境内共发生各类交通事故63起，造成85人受伤。

### 铁路
沙泰勒罗位于巴黎－波尔多铁路线上，法国高速铁路南欧大西洋线经过市区附近，并通过联络线与市区连接。沙泰勒罗站位于市区中部，老城区以东，该站每天停靠三班可直达巴黎的高速列车，此外停靠往返于图尔和普瓦捷一线的区域列车。

### 航空
距离沙泰勒罗最近的民用航空站为普瓦捷机场，距离沙泰勒罗市中心公路里程约30公里。

### 城市公共交通
沙泰勒罗城市公共交通（商业名称为）是当地的城市公共交通系统，由凯奥雷斯负责运营。截至2020年6月，该系统共包含13条市区公交线路，按照拉丁字母编号，路网覆盖了市区内的主要街道及附近部分地区。

## 政治

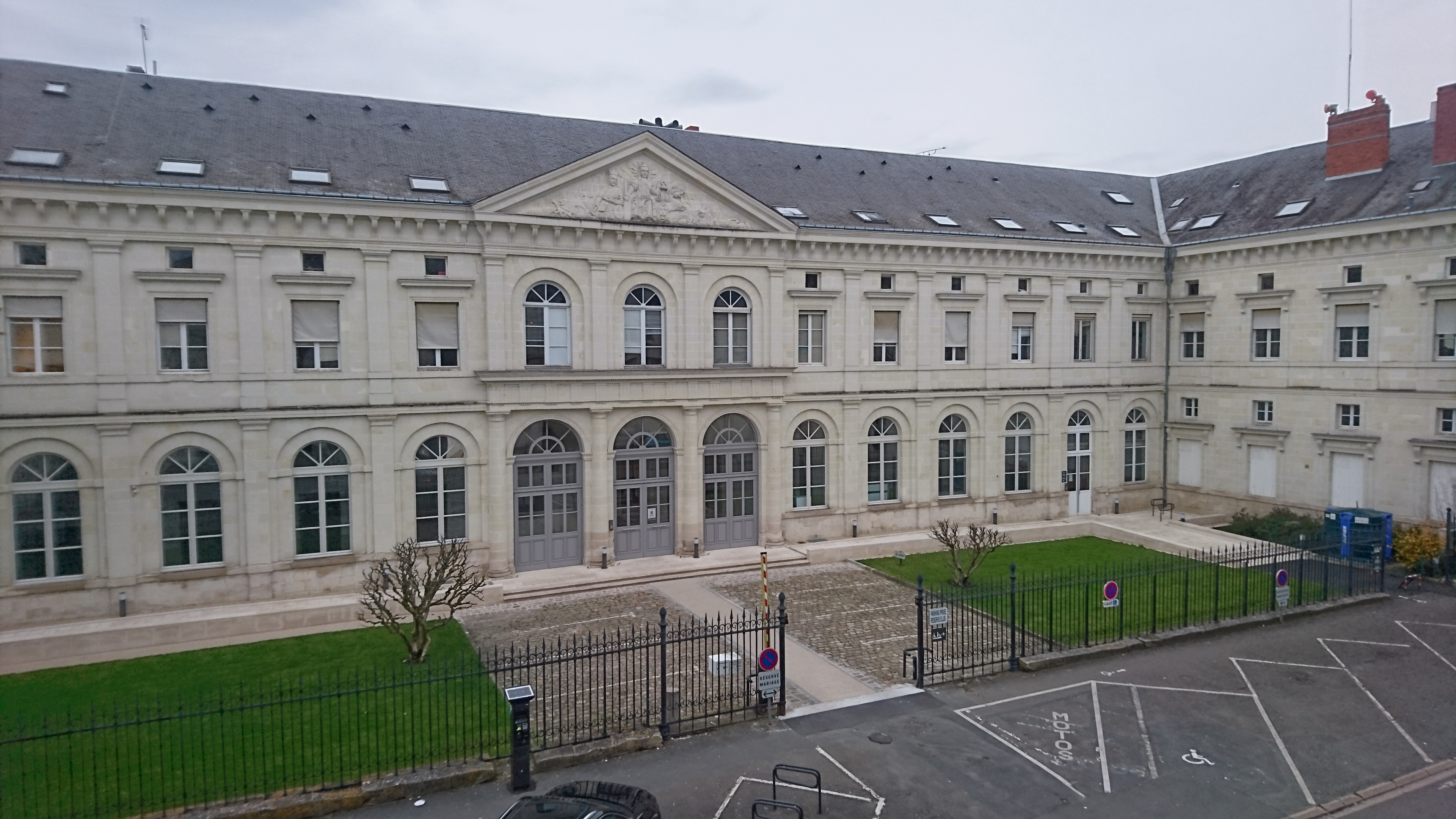
沙泰勒罗市政厅

沙泰勒罗的现任市长为让-皮埃尔·阿伯兰先生，他是社会党的一名成员，自2008年起担任，在2020年的市政选举首轮中获得了50.27%的支持率，实现连任。
在2017年的法国总统大选中，法国第25任总统埃马纽埃尔·马克龙在沙泰勒罗获得了69.38%的支持率。
| 沙泰勒罗历届市长 |                   |                                                             |
| 任期             | 市长              | 党派                                                        |
| 1944年－1953年   | 路易·里波         | RAD激进党                                                   |
| 1953年－1959年   | 贝尔纳·佩尔斯沃   | 不详                                                        |
| 1959年－1977年   | 皮埃尔·阿伯兰     | CD法国民主中心 →UDF法国民主联盟 →CDS社会民主中心            |
| 1977年－1983年   | 热纳维耶芙·阿伯兰 | UDF法国民主联盟 →CDS社会民主中心                            |
| 1983年－1997年   | 埃迪特·克勒松     | PS社会党                                                    |
| 1997年－2008年   | 若埃尔·通迪松     | PS社会党                                                    |
| 2008年－         | 让-皮埃尔·阿伯兰  | UDI民主人士和独立人士联盟 →Centriste中间派 →Centriste中间派 |

## 人口
2017年，沙泰勒罗市镇人口数量为31,840，在法国排名第252位。其中男性15,034人，女性17,023人，75岁及以上人口占12.6%，外籍人口数量为1,991人，人口密度为613人/平方公里，当地居民被称为（男性）或（女性）。2018年，沙泰勒罗境内出生350人，死亡人口396人。
| 年份   | 1936   | 1946   | 1954   | 1962   | 1968   | 1975   | 1982   | 1990   | 1999   | 2006   | 2011   | 2016   | 2017   |
| ------ | ------ | ------ | ------ | ------ | ------ | ------ | ------ | ------ | ------ | ------ | ------ | ------ | ------ |
| 人口數 | 19,369 | 22,809 | 23,583 | 27,079 | 35,337 | 37,080 | 35,838 | 34,678 | 34,126 | 34,402 | 31,902 | 32,057 | 31,840 |

## 经济
沙泰勒罗是一个区域性的中心城市，当地共有各类用人单位3,707家，平均历史为17年，行政、医疗及社会服务是当地的主要就业岗位类型。

## 财政收入
2018年，沙泰勒罗的财政收入总额为40,532,600欧元，财政支出总额为37,988,800欧元，当年的债务总额为25,110,700欧元。
2014年，沙泰勒罗的人均收入总额为2,610欧元，其中高职人员为4,197欧元，普通职员为1,803欧元。
2016年，沙泰勒罗境内的青壮年（15至64岁）失业率为20.3%，当地37%的家庭拥有纳税资格。

## 社会事务

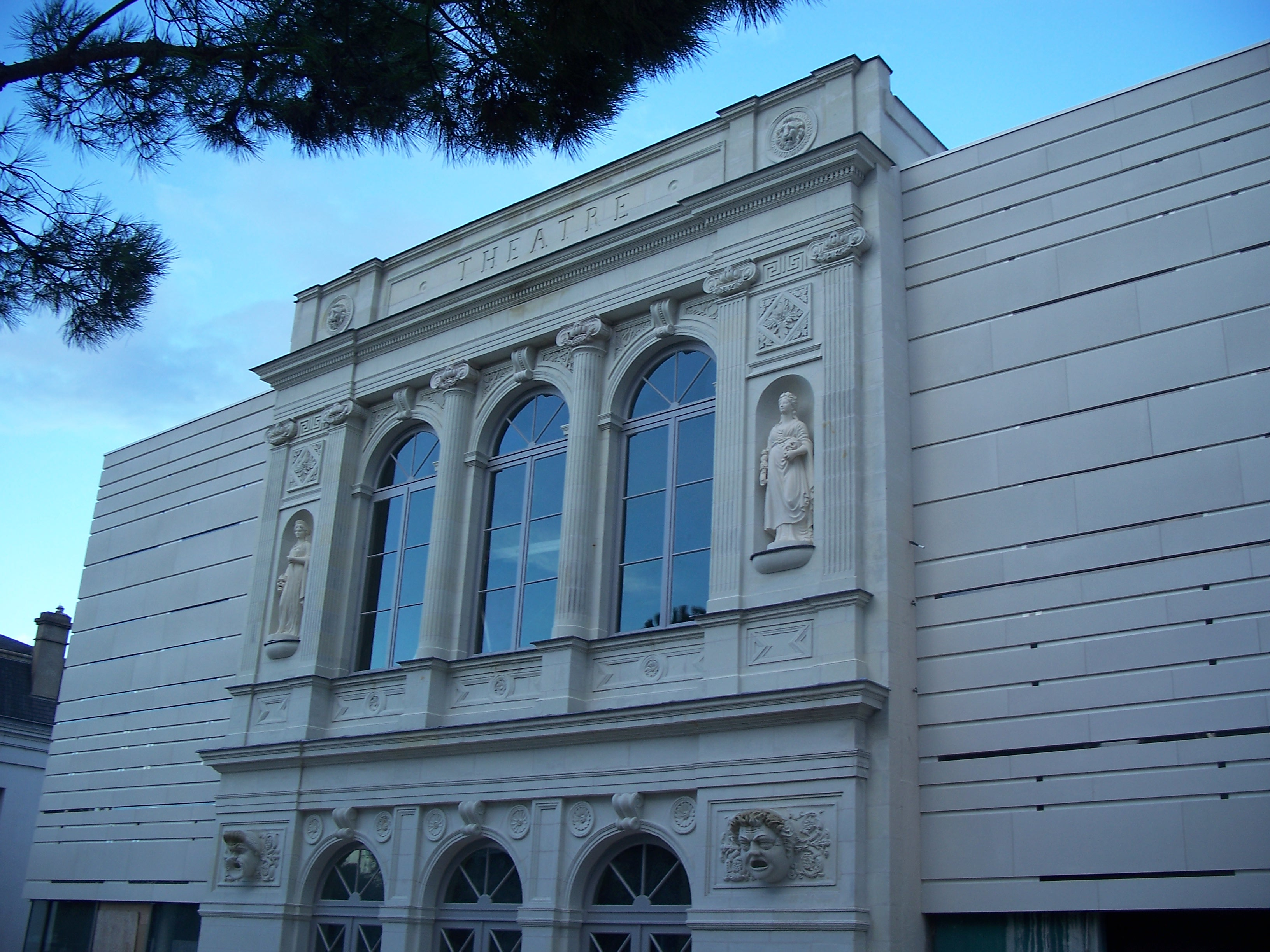
沙泰勒罗市政剧场

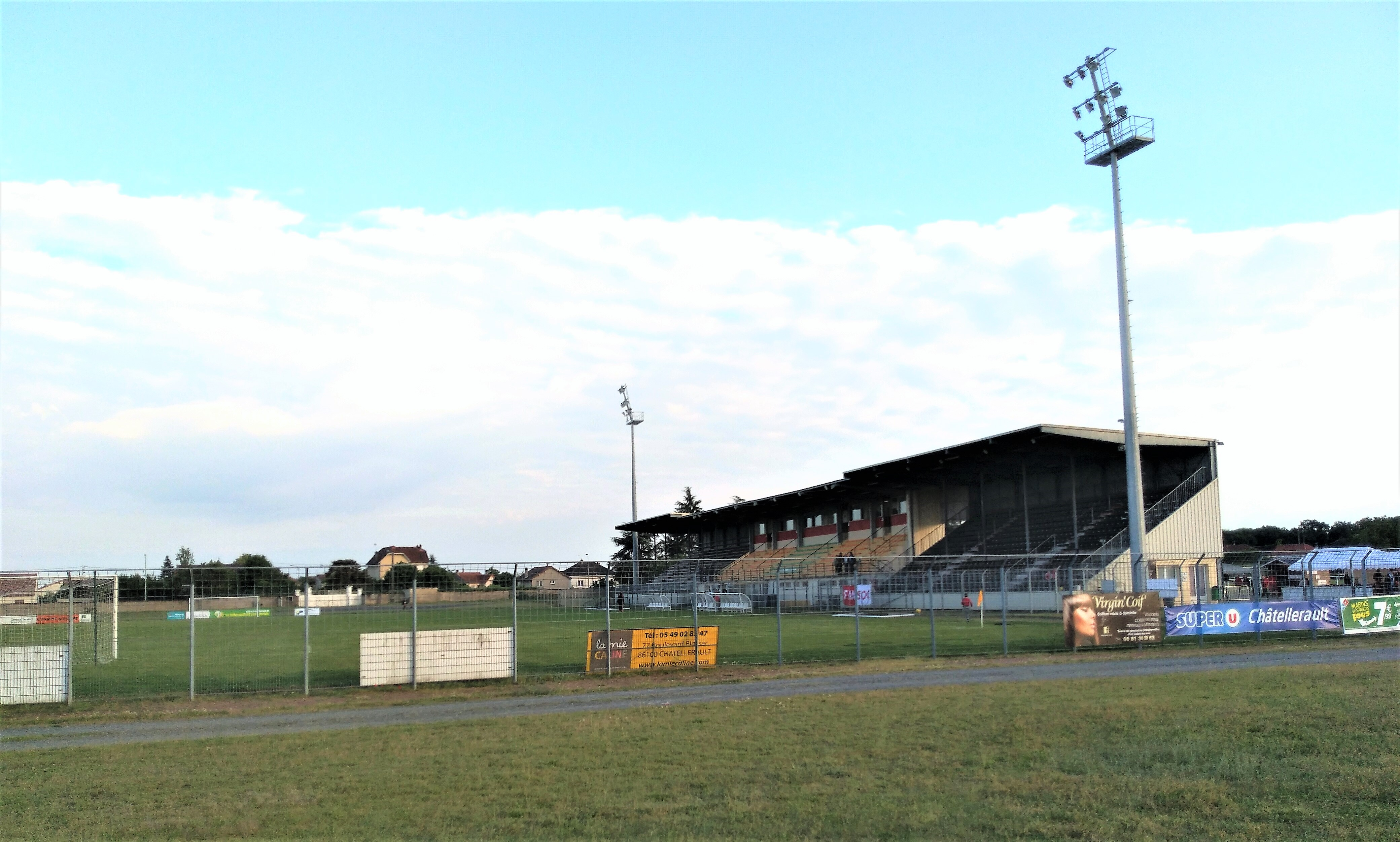
蒙泰鲁日球场

### 教育
沙泰勒罗属于普瓦捷学区。截止2018年1月1日，沙泰勒罗境内共有6所幼儿园、15所小学、4所初级中学、2所普通高中、1所农业高中和3所职业高中。2018至2019学年度，沙泰勒罗境内共有在校中小学生3,595名。
在高等教育方面，普瓦捷应用技术学院在沙泰勒罗设有校区，其部分专业在此授课。

### 医疗
截止2018年1月1日，沙泰勒罗境内共有全科医生41名、保健师20名、牙医34名、护士22名、耳科医生3名、眼科医生5名、皮肤科医生1名、助产士6名、儿科医生2名和妇科医生4名。境内共有药房19家，养老院6家，残疾人帮扶中心7家。
北维埃纳省医疗集团（Groupe Hospitalier Nord-Vienne）是当地的区域性医疗机构，总部位于沙泰勒罗市区，设有床位314个，是当地规模最大的公立综合性医院。

### 住房
2016年，沙泰勒罗境内共有各类住房18,419套，其中85.4%为常住房屋。集中式居民区主要分布在市区南部。

### 商业
2017年，沙泰勒罗境内共有各类商铺1,686家，其中餐饮服务类652家。市区西南部建有大型开放式商业街区。

### 体育
2018年，沙泰勒罗境内共有1家游泳池、9间健身房、1座综合体育场、18处网球场、12处足球或橄榄球场、7处篮球或排球场以及0处高尔夫球场。
沙泰勒罗体育俱乐部是当地的一支足球队，成立于1914年，2020至2021赛季参加区域性的足球联赛，其主场蒙泰鲁日球场建于1959年，是当地规模最大的体育设施。

### 环境
沙泰勒罗的环境事务由其所属的公共社区负责。2017年，沙泰勒罗境内共有3家污染企业。

### 治安
2014年，沙泰勒罗及附近地区共发生各类案件2,614起，其中盗窃类案件1,662起，经济类案件236起，毒品交易类案件203起。

## 文化

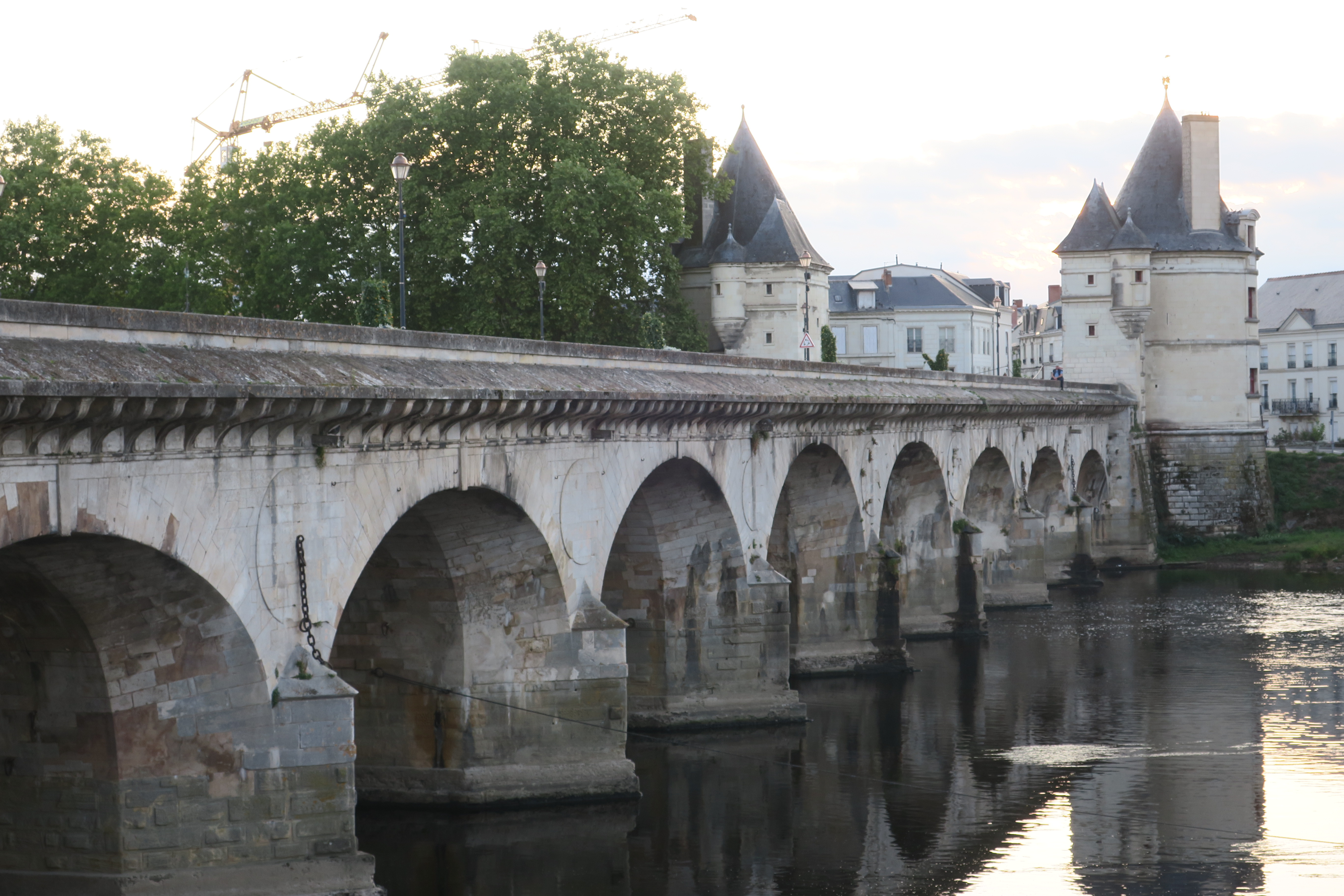
亨利四世桥

2018年，沙泰勒罗境内共有1个剧场、2个电影院、2个博物馆和1个音乐厅。沙泰勒罗市政府提供多媒体中心，向公众全年开放。

### 建筑
沙泰勒罗境内有多处法国国家文物保护单位，其中沙泰勒罗兵器工厂旧址和横跨维埃纳河的亨利四世桥是当地的代表性建筑物。

### 旅游
2020年，沙泰勒罗境内共有9个宾馆共计419间房间，另有1个露营地，可容纳共49辆露营车。

### 媒体
法国主要的媒体均可在沙泰勒罗接收，法国电视三台下属的新阿基坦大区频道在部分时段播出沙泰勒罗所属区域的地方新闻。

## 友好城市
截至2020年5月，沙泰勒罗共与七座城市互为友好城市关系：

| - 德国 费尔伯特 - 布吉納法索 卡亚 - 英格兰 科尔比 - 加拿大 肯特郡 | - 西班牙 卡斯特利翁-德拉普拉纳 - 苏格兰 汉密尔顿 - 波蘭 皮瓦 |